# Ranong (tỉnh)
Ranong (tiếng Thái: ระนอง, phiên âm: Ra-nong) là một tỉnh miền Nam của Thái Lan, nằm bên bờ biển Andaman và là tỉnh có dân số thấp nhất Thái Lan với số dân chỉ có 161.210 người. Tỉnh này giáp các tỉnh (từ phía bắc theo chiều kim đồng hồ): Chumphon, Surat Thani và Phang Nga. Về phía tây, tỉnh này giáp vùng hành chính Tanintharyi của Myanmar.